# Fritz Gröbe
Edwin Fritz Gröbe (* 31. Juli 1886 in Penig/Sachsen; † 13. September 1943 in Berlin-Plötzensee), Maschinenhändler und Reparateur für landwirtschaftliche Anlagen, war ein deutsches NS-Opfer. Er war verheiratet mit Marie Gröbe, geb. Weber gesch. Bocher und hatte ein uneheliches Kind.

## Causa Gröbe

### Todesurteil
Fritz Gröbe wurde am 8. September 1943 vor dem Volksgerichtshof wegen Wehrkraftzersetzung und Feindbegünstigung zum Tode verurteilt (AZ: 2 J 476/43 - 1 L 77/43). Unter Vorsitz vom Präsidenten des Volksgerichtshofes Roland Freisler, sowie den Beteiligten Kammergerichtsrat Rehse, SA-Obergruppenführer Heß, SA-Oberführer Hell, Kreisleiter Reinecke und als Vertreter des Oberreichsanwalts Staatsanwalt Bruchhaus wurde für Recht erkannt:

„Fritz Gröbe hat unseren Willen zu mannhafter Wehr dadurch angegriffen, daß er erklärte, unsere Regierung müsse abdanken, es müsse kommen wie in Italien; der Reichsmarschall habe sein Geld schon ins Ausland gebracht; was der Führer denn schon geleistet habe; das Morden müsse aufhören, am Kriege sei der Führer schuld. Er hat sich damit für immer ehrlos gemacht. Er wird mit dem Tode bestraft.“

### Denunziation
Die für Gröbe so verhängnisvollen Aussagen fielen am 27. Juli 1943 bei einem Gespräch mit dem ihm gut bekannten Parteigenossen Max Enghardt vor seinem Ladengeschäft in Penig. Dieser erzählte seinem Nachbarn, dem Parteigenossen und politischen Leiter des NSKOV Kurt Eichler davon, der wiederum am nächsten Tag den NSDAP-Ortsgruppenleiter Paul Henschel informierte. Henschel erstattete sodann Anzeige beim Bürgermeister von Penig. 

### Vernehmungsniederschrift
Bei seiner Vernehmung zum Sachverhalt am 29. Juli 1943 gab Gröbe dem Meister der Schutzpolizei Hellwig Folgendes zu Protokoll:

„Am Dienstag, den 27.7.1943 gegen 13.30 Uhr befand ich mich in meinem Ladengeschäft. Vor dem Schaufenster auf der Straße stand der mir bekannte Lichtbildner Enghardt. Dieser fragte mich, durch die Fensterscheibe etwas, was ich aber nicht verstand. Ich ging deshalb durch die Ladentür auf die Straße. Enghardt sagte zu mir, daß ich viele Motoren ausgestellt hätte. Ich bemerkte diesem, daß sich hierunter sehr viele reparierte befänden. Im Verlauf dieser Unterhaltung fragte mich Enghardt, der im Laden mein Krad hatte stehen sehen, wieviel ich Betriebsstoff zugeteilt erhalte. Ich bemerkte hierauf, daß ich 10 Liter erhalte, wobei ich auch sagte, daß es nun sowieso alle würde. Dies bemerkte ich aus dem Grund, da in Italien ein Regierungswechsel eingetreten sei und dies für uns eine katastrophale Lage herbeiführen wird. Daß ich in dieser Beziehung auch bemerkt habe, daß ein solcher Regierungswechsel auch bei uns möglich ist, bestreite ich nicht. Auch gebe ich zu, daß das Morden aufhören muß. Damit meinte ich, daß mit dem Krieg Schluß gemacht werden muß. Hierauf hielt mir Enghardt entgegen, daß an dem jetzigen Kriege Deutschland keine Schuld treffe. Ob er mir hierbei Beispiele vorgehalten hat, kann ich nicht angeben. Ich stellte dann an Enghardt die Fragen, wer Österreich überfallen hat, wer ist in die Tschechei einmarschiert, wer hat in Polen den ersten Schuß abgegeben. Ich beantwortete die von mir gestellten Fragen dem Enghardt selbst mit „WIR“. Auf diese Antwort sagte mir dann Enghardt, daß wir weder Österreich überfallen noch widerrechtlich in die Tschechei einmarschiert seien. Vielmehr habe Österreich und das Sudetenland den Anschluß an Deutschland gesucht. 
Auch ist möglich, daß Enghardt im Verlauf dieses Gespräches gesagt hat, daß es für Deutschland die Pflicht gewesen sei, in Polen einzumarschieren, um die dort lebenden Deutschen vor dem Polenterror zu schützen. Mit der Frage „Was der Führer bis heute geleistet hat“ habe ich nichts besonderes gemeint. Es ist von mir nur so eine Redewendung. Daß mir die Zeit vor der Machtergreifung durch die NSDAP lieber gewesen ist, begründe ich damit, daß ich in dieser Zeit immer einen vollen Laden mit Maschinen hatte und auch eine geregelte Arbeit. Nach dieser Zeit ist nur noch ein Hasten aufgekommen, so daß ich jetzt überhaupt nicht mehr in der Lage bin, die anfallenden Arbeiten durchzuführen, die in der Hauptsache für die Landwirtschaft durchzuführen sind. Im weiteren Verlauf in Verbindung mit dieser jetzigen Zeit habe ich dem Enghardt wohl gesagt, daß wir jetzt nur Not und Blutvergießen haben. Damit meinte ich den Krieg, die Bombardierungen auf deutsche Städte und die vielen Bombengeschädigten. Dabei hielt ich Enghardt auch mit vor, daß dem deutschen Volk von „Hitler“ selbst versprochen worden ist, daß wir 200 Flugzeuge nach England schicken, wenn diese 100 zu uns schicken und kommt England mit 1000 Flugzeugen, fahren wir mit 2000 Flugzeugen nach dort. Der Führer hat uns somit versprochen, daß jedesmal mit der doppelten Menge heimgezahlt würde. Hierauf habe ich Enghardt gefragt, was bis heute in dieser Beziehung geschehen sei. Ich habe von einer Vergeltung noch nichts erlebt. Es ist somit noch nicht das gehalten, was uns versprochen worden ist. Dieses Versprechen muß nun eingelöst werden, sonst wird noch ganz Deutschland zerstört.
Über die Schuldfrage zum Krieg habe ich zu Enghardt gesagt, daß Deutschland in jedem Falle den ersten Schuß abgegeben hat und daß immer derjenige im Vorteil ist, der den ersten Schuß abgibt, aber derjenige den Krieg gewinnt, der den letzten Schuß abgegeben hat. Meine Behauptung, daß Göring und Goebbels ihr Vermögen bereits im Ausland angelegt haben, kann ich nicht beweisen. Von einer Vermögensanlage des Reichsmarschalls Göring bin ich deshalb der Annahme, da dieser in erster Ehe mit einer Schwedin verheiratet war und ich deshalb glaubte, daß Göring auch sein Vermögen in Schweden investiert hat. Dr. Goebbels habe ich nur im Verlauf dieser Redewendung mit gebracht, da ich in dieser Beziehung während meines Aufenthaltes in Gaststätten bzw. bei der Arbeit oder in Geschäften von auch geistig höheren Persönlichkeiten in dieser Beziehung gehört hatte. Solche Personen, von denen die Behauptungen über die Auslandsvermögensanlage von Dr. Goebbels gesagt worden sind, kann ich heute namentlich nicht angeben. Meine berufliche Tätigkeit erstreckt sich nur auf die Landwirtschaft und ich bin fast ausschließlich dort beschäftigt. An dem Tage, wie auch zuvor, bin ich durch die Überarbeitung etwas aufgeregt gewesen, wozu ich mich zu diesen Äußerungen habe hinreißen lassen, für die ich aber einen Beweis nicht antreten kann. Ich bedauere dies heute. Weiter kann ich nichts angeben.“

### Verhaftung
Am 2. August 1943, gegen 18:15 Uhr, teilte die Geheime Staatspolizei, Staatspolizeistelle Leipzig, der Schutzpolizeidienstabteilung Penig fernmündlich mit, dass Gröbe sofort festzunehmen und am 3. August 1943 in Einzeltransport in das Polizeigefängnis Leipzig-Wächterstraße einzuliefern sei. Gröbe wurde um 20:55 Uhr durch die Peniger Schutzpolizei festgenommen und am 3. August 1943 morgens mit dem Zug nach Leipzig überführt. Von dort aus ging es am 1. September 1943 weiter ins Untersuchungshaftgefängnis beim Kriminalgericht Berlin Alt-Moabit und wenig später ins Gefängnis Berlin-Plötzensee.

### Hinrichtung
Fritz Gröbe wurde am 13. September 1943 um 18:00 Uhr in Berlin-Plötzensee, nur 5 Tage nach seiner Verurteilung, durch den Strang hingerichtet.

## Ehrungen
Der Lutherplatz in seiner Heimatstadt Penig, an dem sich das Wohn- und Geschäftshaus von Fritz Gröbe befand, trug von 1948 bis 1991 den Namen Fritz-Gröbe-Platz.